# Mravenec žlutý
Mravenec žlutý (Lasius flavus) je druh rodu Lasius z čeledi mravencovití (Formicidae). Je sice malý, ale nápadný svým žlutým zbarvením a svou hbitostí. V České republice je nejhojnějším žlutým mravencem. Je blízce příbuzný druhu mravenec obecný (Lasius niger). Většinou žije pod zemí, někdy však může vytvářet až půlmetrové kupy hlíny – mohou přežívat až 140 let. V jednom hnízdě může být až 100 000 dělnic, které mohou společně s královnou přežívat dlouhodobá zaplavení.

## Popis a výskyt
Patří k malým druhům mravenců. Dělnice jsou 2–4 mm dlouhé, královny 6–8,5 mm. Tělo je žluté, u větších jedinců hlava a zadeček tmavší.
Krom toho, že je hojný po celé střední Evropě, je rozšířený také v Asii, severní Africe a ve východní severní Americe. Hnízdí v zemi, pod kameny, často vytváří kupy hlíny porostlé mechem, bylinami a travou. Vyhledává prosluněná travnatá stanoviště.

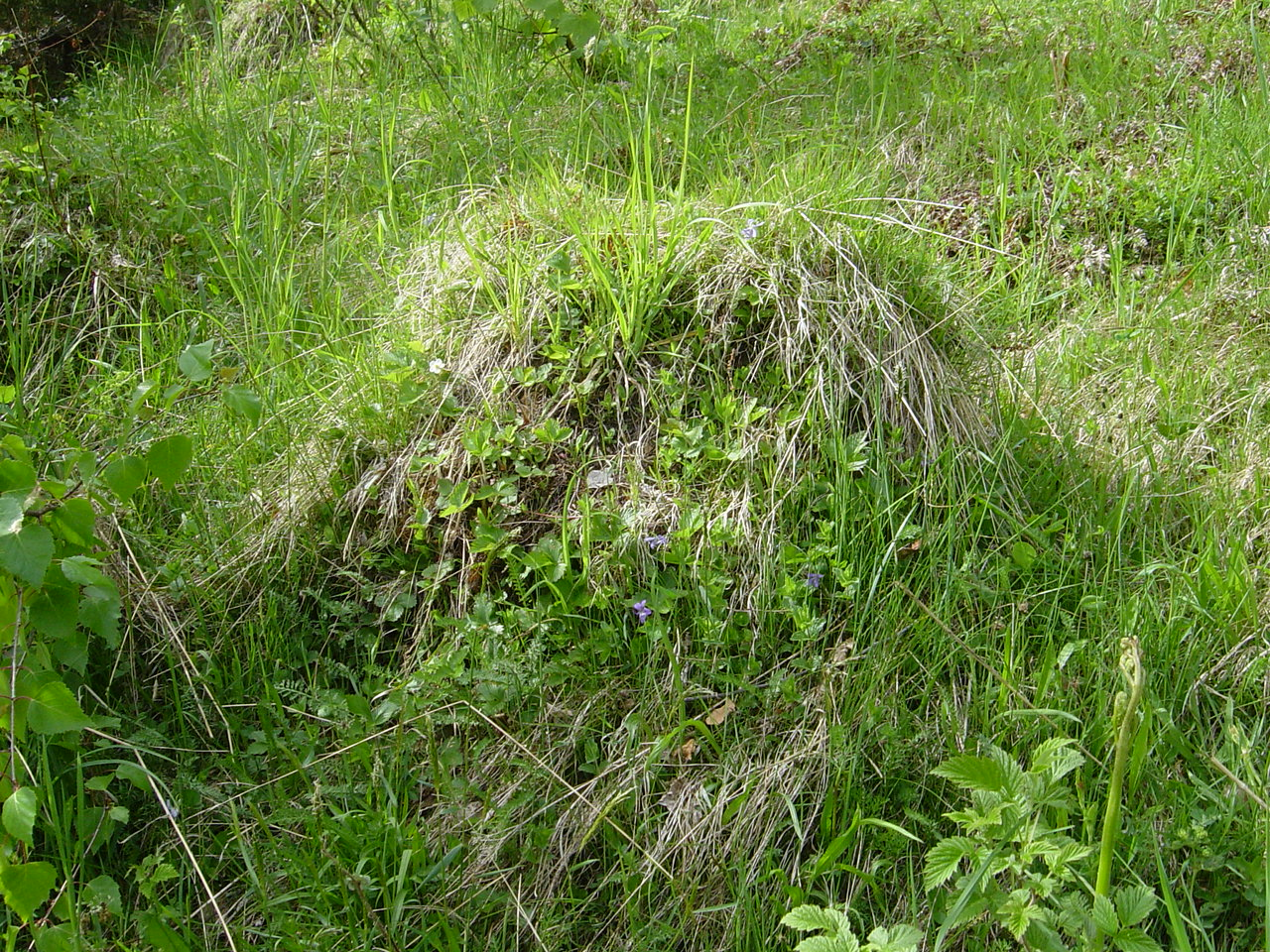
Mraveniště mravence žlutého.

## Potrava
Tito mravenci se živí především medovicí (sladkými sekrety ze žláz mšic). Na každého mravence by připadla asi jedna mšice. Mravenci žlutí však mšice nechovají jenom kvůli medovici, ale asi od poloviny června, kdy potřebují hodně bílkovin, mravenci přecházejí k masité stravě a své mšice konzumují. Jsou na nich tudíž závislí a při vyrušení do hnízda často odnáší i mšice. Jsou neškodní, když jsou vyrušeni nesnaží se kousnout, nýbrž se okamžitě schovají do hnízda nebo pod zem.

## Způsob života
Průměrná kolonie má 20 000 dělnic.
Rojení lze pozorovat za teplých večerů července a srpna. Kolonii často založí více královen, později se však projeví dominance jedné z nich a zůstane jen jedna dominantní královna (ostatní jsou zabity, nebo vyhnány).